# Secans de Lleida

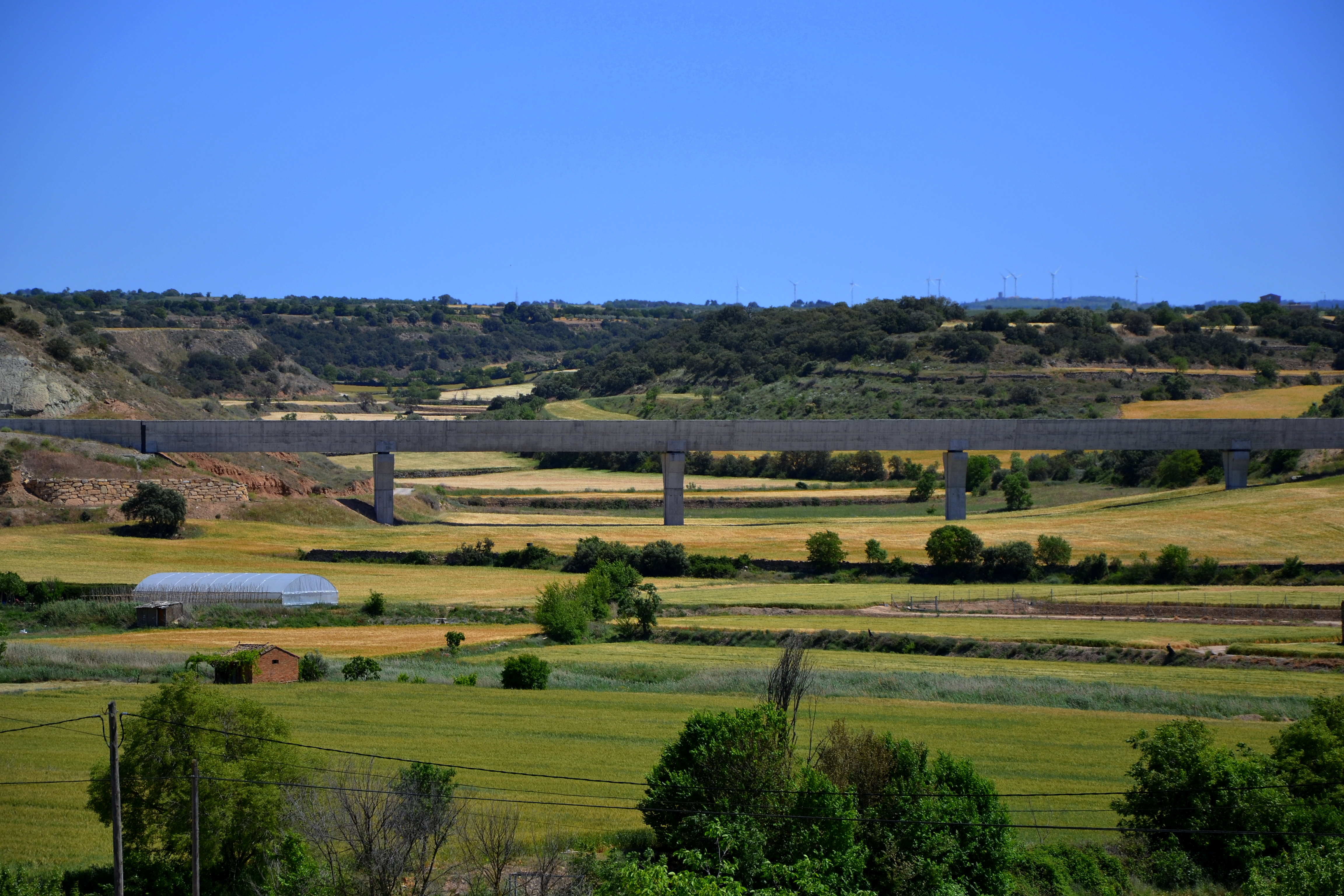
Espai natural protegit Anglesola-Vilagrassa

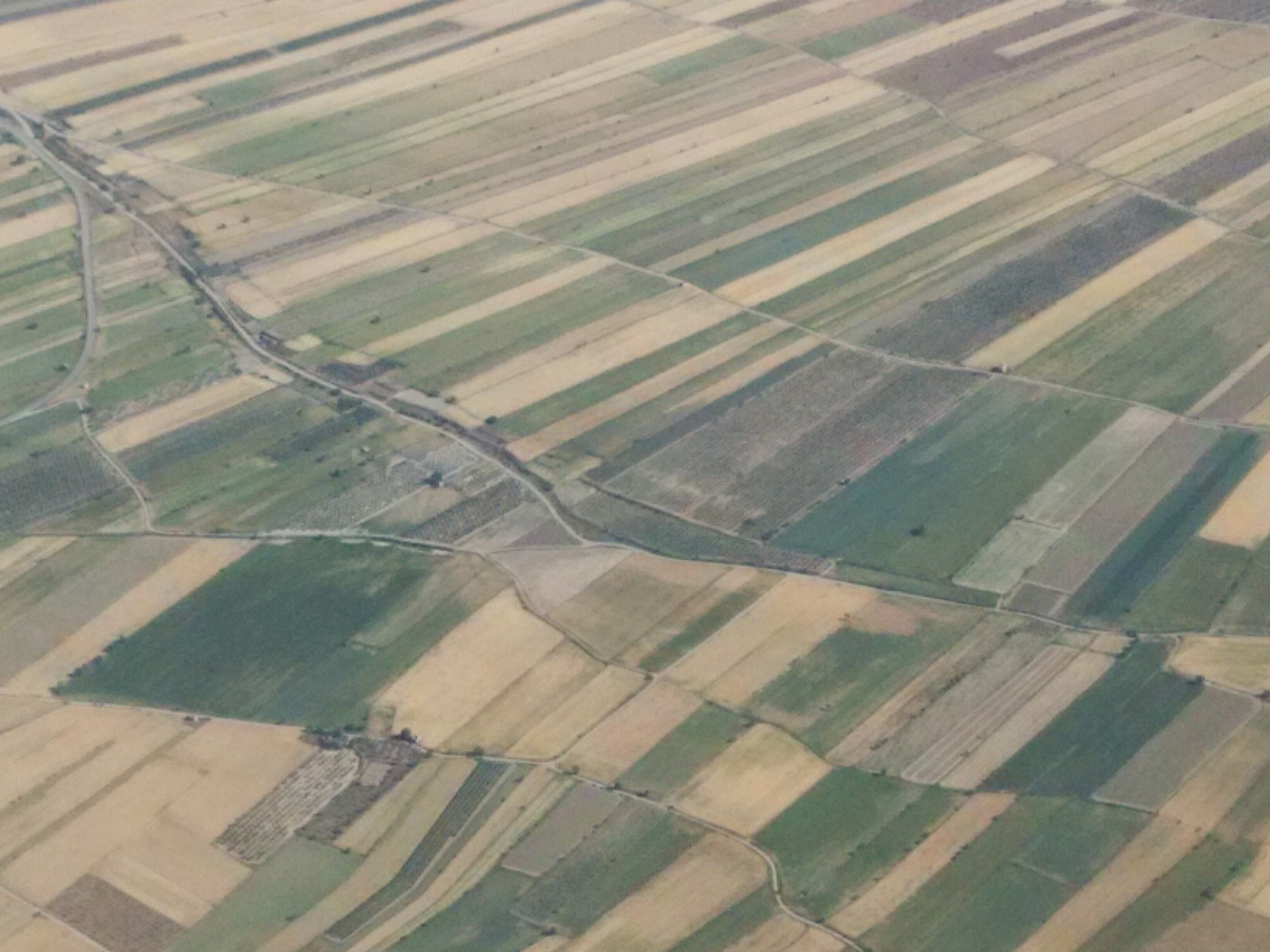
Secans de Belianes-Preixana

Els secans de la plana de Lleida són conseqüència tant de les condicions climàtiques i orogràfiques de la zona, com de les activitats agrícoles i ramaderes que s'han realitzat de manera tradicional. Tot això ha propiciat un paisatge característic i una flora i una fauna única a nivell català. Tot i aquests valors naturals inqüestionables, la falta de difusió i el seu aparent paisatge àrid i pla han fet d'aquests ambients un dels grans desconeguts per part de la societat i sovint infravalorats.

## Geografia
A les Terres de Lleida s'estén una gran plana de baixa altitud, entre els 200 i 400 metres, que forma part de la Depressió Central Catalana i defineix un paisatge de línies horitzontals interminables, només interromput per algun tossal testimonial. La plana, envoltada per un semicercle de muntanyes, queda oberta cap a l'oest i constitueix l'única plana realment extensa de Catalunya. Cap al centre, el riu Segre ha practicat un profund tall, obrint una àmplia vall esglaonada, on es localitza la franja de verdor de l'horta. Aquest riu i la Noguera Ribagorçana, al costat d'altres cursos fluvials, marquen l'orografia i la zonificació de l'espai, i accentuen els valors ecològics i estètics dels conreus i la vegetació natural presents. El territori es caracteritza per un clima mediterrani continental, amb temperatures molt contrastades i poca precipitació, i on la boira desenvolupa un paper molt important. En consonància amb aquest clima, els ecosistemes propis de la plana també són de tipus mediterrani continental. Malgrat que actualment hi destaquen els conreus, en realitat aquests han anat ocupant el lloc d'antics ecosistemes fluvials, forestals i arbustius. Entre tots ells, destaquen els ambients de caràcter estèpic, grans extensions planes, desarborades i dominades per plantes de petit port; comunitats representades per cultius extensius de cereal i les seves interaccions amb la vegetació natural.Com passa arreu de la mediterrània, el paisatge de la plana de Lleida no es pot explicar, però, si no és sota el prisma de la interacció secular de l'home amb l'entorn. Aquesta influència recíproca es fa especialment palesa en l'activitat agrícola d'aquest territori.

### Valors naturals

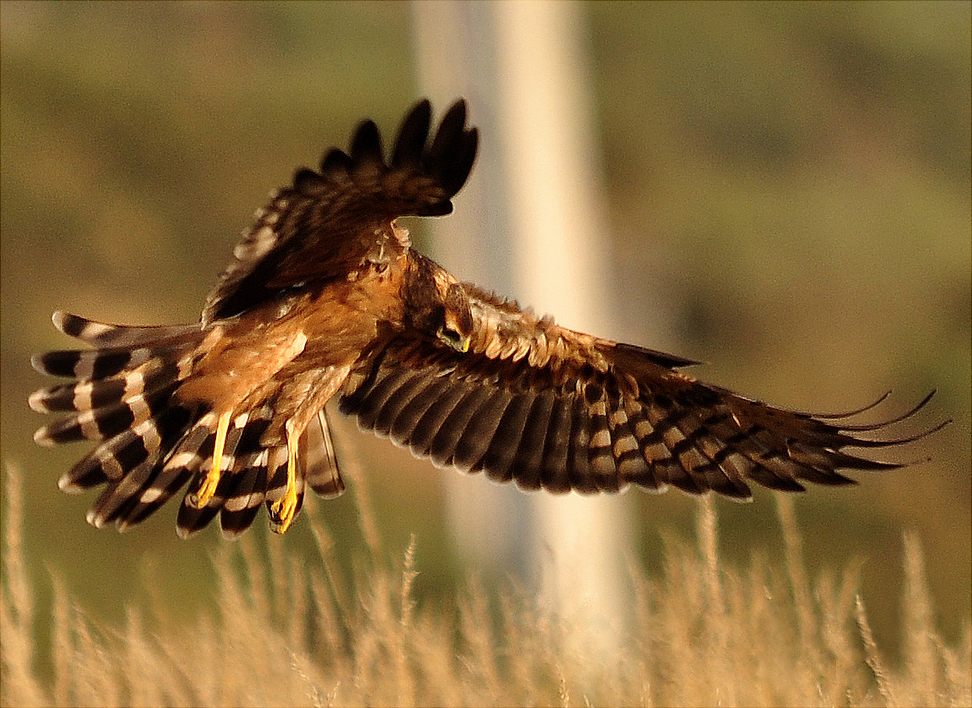
Esparver cendrós

Els ambients subestèpics dels secans de la plana de Lleida, amb la fauna i la flora que porten associada, constitueixen un conjunt de valors naturals que atorguen un valor afegit a aquestes terres. A Catalunya, la superfície dels ambients subestèpics ha anat variant a causa sobretot de l'activitat humana, especialment a mesura que els regadius iniciats ja en temps dels àrabs anaven transformant superfícies creixents. Tot i aquesta variació, la plana de Lleida continua essent l'àrea més important d'aquestes característiques a Catalunya. La plana constitueix, a més a més, l'extrem oriental del conjunt de zones estèpiques existents a la depressió de l'Ebre.
Els secans de la plana de Lleida presenten una fauna i una flora de gran rellevància. En el cas de la flora es tracta d'espècies singulars, que es poden agrupar en espècies associades a herbassars i matollars estèpics, flora arvense −males herbes− associada als conreus de secà o flora lligada a ambients humits, especialment a l'entorn de l'embassament d'Utxesa. Els animals de la plana presenten adaptacions particulars que els permeten viure en les condicions pròpies d'aquests ambients àrids i pseudoestèpics. Entre els diferents grups, en destaquen determinades espècies d'ocells potser per la seva major vistositat, però sense oblidar mai la importància de la presència d'altres grups de vertebrats (mamífers, rèptils, amfibis i peixos) i invertebrats (entre els quals destaquen llagostes, papallones i aranyes).

### Els espais naturals protegits
A la província de Lleida, més de la meitat de l'extensió de les seves Zones d'Especial Protecció per a les Aus (ZEPA), el 57%, pertany a la regió alpina i es concentra al Pirineu, mentre que el 43% restant pertany a la regió mediterrània. Entre aquestes ZEPA mediterrànies, n'hi ha nou que corresponen a la zona dels secans de la plana de Lleida. Les ZEPA dels secans ocupen una extensió de 540 km², superfície que representa un 14% de les ZEPA de la província de Lleida i un 6% del total de ZEPA de Catalunya:
- Secans de Mas de Melons-Alfés
- Anglesola-Vilagrassa
- Granyena
- Secans de la Noguera
- Bellmunt-Almenara
- Plans de la Unilla
- Plans de Sió
- Secans de Belianes-Preixana
- Secans del Segrià i Utxesa

## Economia

### Agricultura

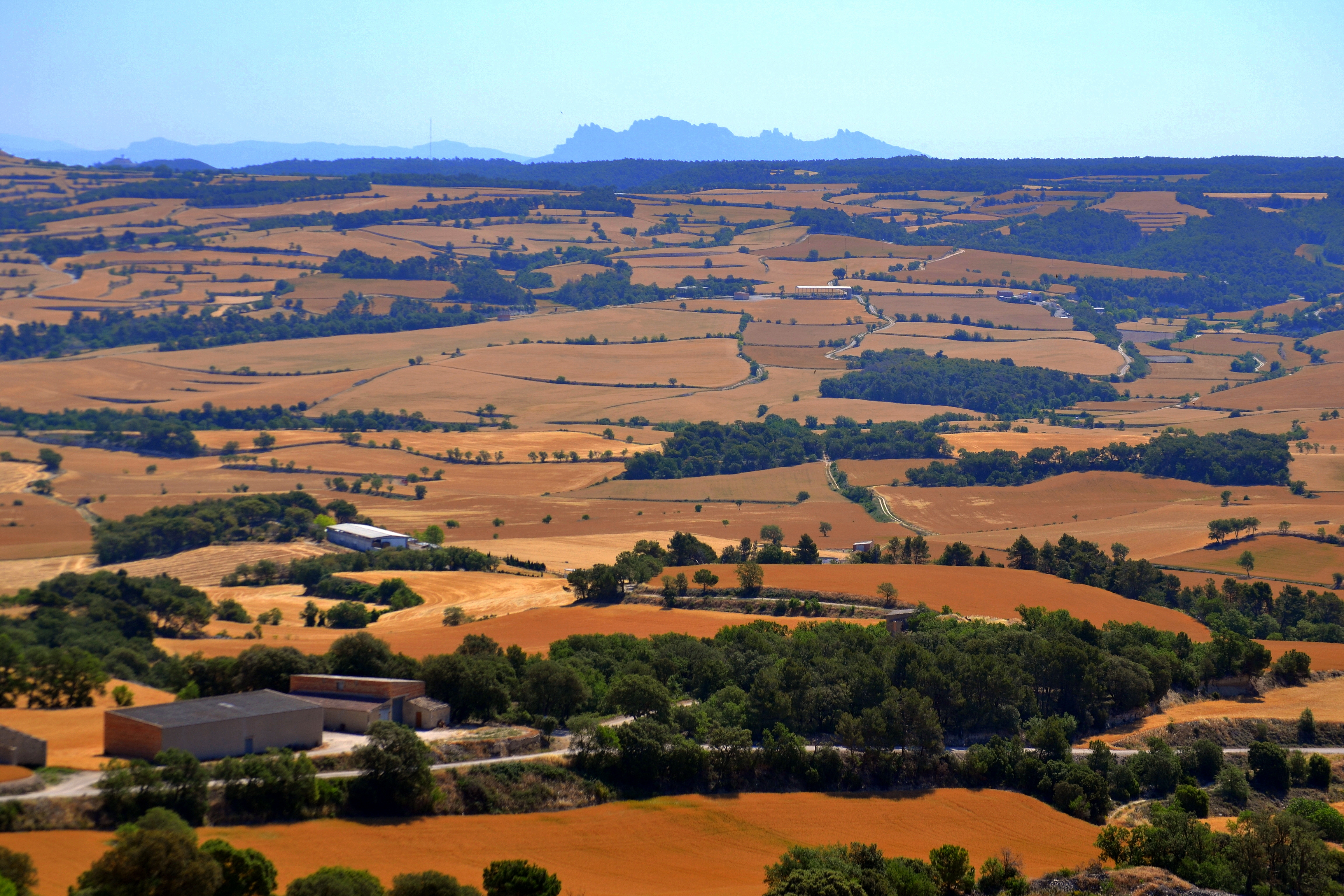
Camps de blat a Granyena

L'activitat agrícola té una rellevància molt gran als espais naturals protegits de la plana de Lleida tant des d'una perspectiva econòmica i social, donat que es tracta d'una de les principals activitats econòmiques que tenen lloc en aquests espais, com des de l'àmbit ambiental, atès el seu lligam amb la conservació d'espècies animals i vegetals associades als ambients estèpics. En aquests espais s'estableix una estreta vinculació entre l'agricultura i el seu entorn, així com amb la resta d'activitats que hi tenen lloc.
Respecte als conreus, existeix un domini dels conreus herbacis de secà, de cereals d'hivern, amb l'ordi com a espècie prioritària donada la seva adaptabilitat a les condicions d'aridesa de la plana. També s'hi troben altres cultius com el blat, la civada, el triticale, la colza o alguna lleguminosa. Tot i que les característiques climàtiques, edàfiques i agronòmiques són força homogènies, es poden detectar algunes diferències significatives entre els sistemes agraris de les diferents zones a causa de factors relacionats amb la pluviometria, l'aridesa i també per factors culturals. Aquestes diferències, junt amb l'elevat grau de repartiment del sòl agrícola, afecten la rendibilitat econòmica de les activitats i també la major o menor dificultat d'adaptació de les explotacions a noves condicions.

### Ramaderia
La plana de Lleida és un territori on la ramaderia intensiva té una especial significació dins el conjunt del sistema agrari, ramader i agroindustrial. No és d'estranyar que dins del territori dels diversos espais naturals protegits hi hagi un nombre significatiu de granges, especialment porcines, que tenen una important influència econòmica, paisatgística i ambiental, alhora que suposen un complement més o menys habitual de les explotacions de secà. La ramaderia intensiva constitueix una part significativa de la renda agrària en aquests territoris. Molts dels models d'explotacions rendibles en els mateixos incorporen en el seu disseny una explotació ramadera intensiva i unes terres de conreu.
En canvi, la ramaderia extensiva, que havia estat en el passat un dels components importants de l'agroecosistema del secà, s'ha reduït de manera molt notable en tot l'àmbit, de manera que la funció en general beneficiosa de gestió de la vegetació i els rostolls que realitzaven els ramats d'ovelles i cabres s'ha perdut; tot i així, continuen existint alguns ramats en alguns dels espais naturals.